# توماس ريفيرا
توماس ريفيرا (بالإسبانية: Tomás Rivera)‏ (22 ديسمبر 1935، كريستال سيتي في الولايات المتحدة - 16 مايو 1984، فونتانا في الولايات المتحدة)؛ شاعر وروائي مكسيكي.